# Alice Springs

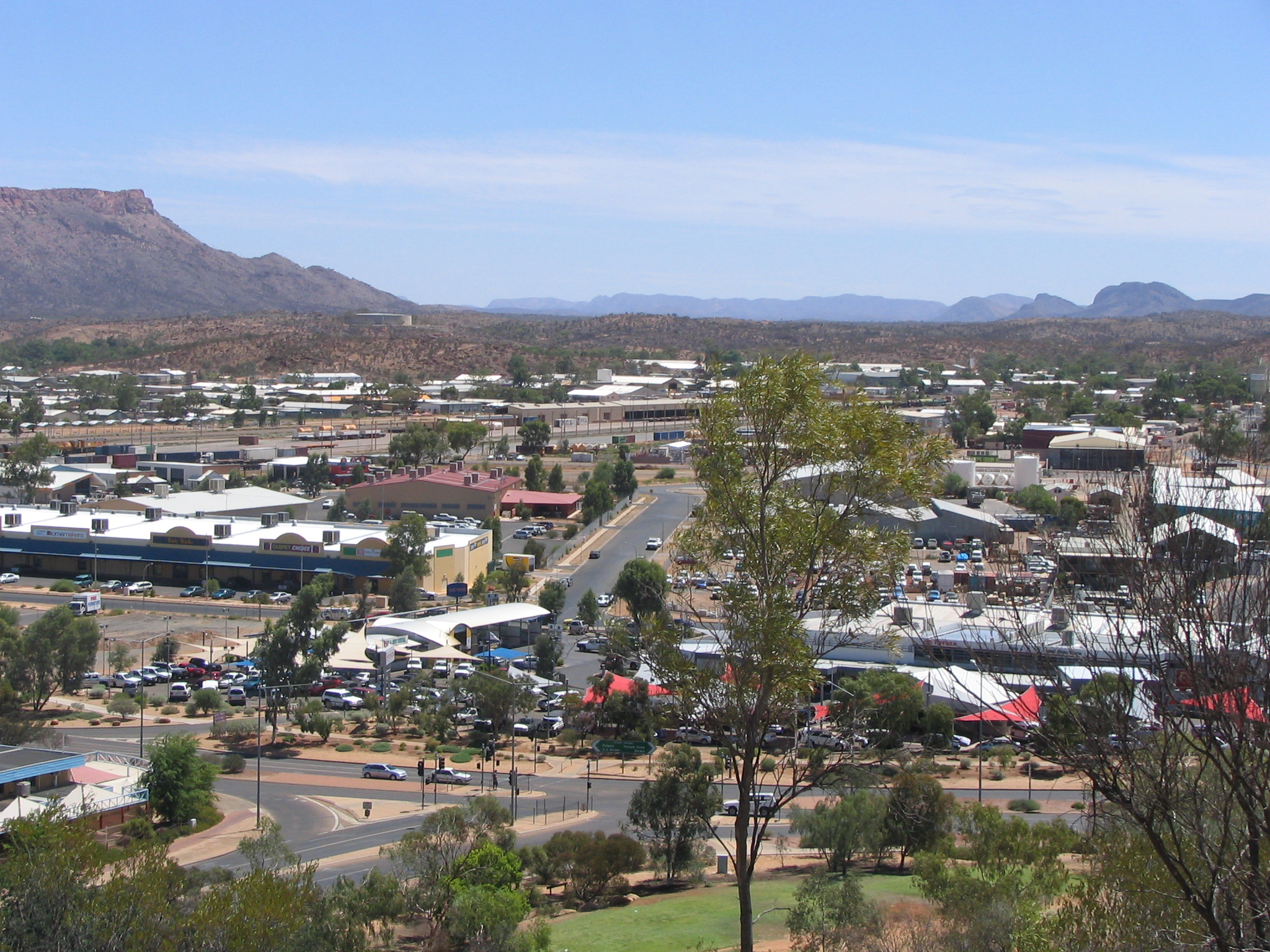
Vy över staden

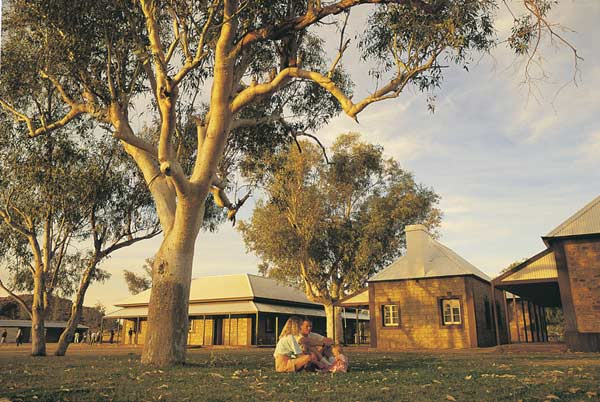
Telegrafstationen i Alice Springs

Alice Springs är en stad belägen i centrala Australien (Nordterritoriet). Staden hade år 2006 26 486 invånare. Alice Springs ligger 335 km nordost om Uluru (ca 450 km vägavstånd) i den australiska outbacken.
Staden ligger på 576 meters höjd och det är ungefär lika långt dit från Adelaide som från Darwin. Staden ligger nära Australiens geografiska centrum. Platsen kallas Mparntwe av ursprungsbefolkningen arrerntefolket, som bott i centrala australiska öknen omkring vad som idag är Alice Springs i över 50 000 år.